# Ardisia guatemalensis
Ardisia guatemalensis är en viveväxtart som beskrevs av Carl Christian Mez. Ardisia guatemalensis ingår i släktet Ardisia och familjen viveväxter. Inga underarter finns listade i Catalogue of Life.